# ديبورتيفو كوينكا
نادي ديبورتيفو كوينكا هو نادي كرة قدم إكوادوري من مدينة كوينكا، تأسس في عام 1971 ويلعب حالياً في الدوري الإكوادوري.